# Conjunto histórico-artístico de Cuéllar
La villa segoviana de Cuéllar (Castilla y León) está declarada  Conjunto Histórico-Artístico, figura de protección que se extiende por todo su núcleo urbano y abarca tanto la arquitectura artística como la tradicional, que se reparte por sus calles y plazas.
Fue incoado en 1982, y no fue hasta el 27 de enero de 1994 cuando se expidió el decreto-ley de declaración. Además, de manera independiente, están declarados Bien de Interés Cultural los inmuebles del Recinto murado y Castillo de Cuéllar (1931), la iglesia de San Esteban (1931), la iglesia de San Martín (1931), el palacio llamado de Don Pedro el Cruel (1974), la iglesia de San Andrés (1982) y finalmente, la iglesia de Santa María de la Cuesta (1995).
Dentro de su conjunto destaca el castillo de los duques de Alburquerque, iniciado por Álvaro de Luna, Condestable de Castilla y continuado por Beltrán de la Cueva, válido de Enrique IV de Castilla, titulado primer duque de Alburquerque y primer señor de Cuéllar en la Casa de la Cueva. Unido a este inmueble se conserva el recinto amurallado de la Villa, considerado uno de los conjuntos murados más importantes y mejor conservados de Castilla y León, así como un amplio conjunto de arquitectura mudéjar, que representa uno de los focos de este estilo más importantes en toda la cuenca del Duero y es el más numeroso de Castilla y León, por lo que es denominada Capital del mundo mudéjar.
Otros de sus lugares más destacados dentro de la arquitectura religiosa son la iglesia de San Pedro, la iglesia de San Miguel, la iglesia del Salvador, la torre de la iglesia de Santa Marina, el ábside y restos de la iglesia de Santiago, el torreón de la iglesia de San Sebastián, la capilla de Santo Tomé, la capilla del colegio de Niñas Huérfanas, la capilla de la Magdalena, el convento de la Trinidad, el monasterio de Santa Clara, el monasterio de San Francisco, el convento de la Concepción, el convento de San Basilio o el convento de Santa Isabel o Santa Ana. En lo que respecta a la arquitectura civil, la casa consistorial de Cuéllar, el molino El Cubo, el Estudio de Gramática, el hospital de la Cruz, el hospital de la Magdalena y el parque arqueológico de San Esteban, entre otros. Finalmente, en lo que refiere a la arquitectura popular, destacan multitud de casas solariegas blasonadas, con fachadas de cantería y otros materiales, como el palacio de los Rojas, el palacio de Pedro I o el palacio de Santa Cruz, entre otros muchos. Dentro de la arquitectura popular también encontramos la plaza Mayor de Cuéllar, de estilo castellano y viviendas de piedra y adobe con entramado de madera en el segundo y tercer piso, así como aleros salientes de influencia musulmana.
Según el artículo 20.1 de la Ley de Patrimonio Histórico Español de 1986, se obliga a los municipios que disfruten de esta declaración a elaborar un plan de protección del conjunto. Así el Ayuntamiento de Cuéllar elaboró el plan denominado Área de Rehabilitación Integral (ARI), que clasifica y define los inmuebles y establece las medidas de conservación y protección de todo el conjunto.